# Turbonilla tasmanica
Turbonilla tasmanica is een slakkensoort uit de familie van de Pyramidellidae. De wetenschappelijke naam van de soort is voor het eerst geldig gepubliceerd in 1875 door Tenison-Woods.